# Le avventure di Brisco County Jr.
Le avventure di Brisco County Jr. (The Adventures of Brisco County, Jr.) è una serie televisiva statunitense andata in onda per una sola stagione su Fox negli Stati Uniti, mentre in Italia è stata trasmessa dall'emittente nazionale Italia 1 e successivamente replicata sulla syndication 7 Gold.

## Episodi
| Stagione       | Episodi | Prima TV originale | Prima TV Italia |
| -------------- | ------- | ------------------ | --------------- |
| Prima stagione | 27      | 1993-1994          | 1997            |